# Guilherme Mantuan
Guilherme Mantuan (São Caetano do Sul, 2 agosto 1997) è un calciatore brasiliano, difensore del Caxias.

## Biografia
Ha un fratello minore, Gustavo Mantuan, anch'egli calciatore professionista.

## Caratteristiche tecniche
È un terzino destro.

## Carriera
Cresciuto nelle giovanili del Corinthians, ha esordito in prima squadra il 3 dicembre 2017 in occasione del match di campionato perso 1-0 contro lo Sport Recife.

## Statistiche

### Presenze e reti nei club
Statistiche aggiornate al 23 marzo 2018.
| Stagione        | Squadra         | Campionato      | Campionato | Campionato | Coppe nazionali | Coppe nazionali | Coppe nazionali | Coppe continentali | Coppe continentali | Coppe continentali | Altre coppe | Altre coppe | Altre coppe | Totale | Totale | Totale |
| Stagione        | Squadra         | Comp            | Pres       | Reti       | Comp            | Pres            | Reti            | Comp               | Pres               | Reti               | Comp        | Pres        | Reti        | Pres   | Reti   |        |
| --------------- | --------------- | --------------- | ---------- | ---------- | --------------- | --------------- | --------------- | ------------------ | ------------------ | ------------------ | ----------- | ----------- | ----------- | ------ | ------ | ------ |
| 2017            | Corinthians     | A1/SP+A         | 0+1        | 0          | CB              | 0               | 0               | CS                 | 0                  | 0                  |             | -           | -           | 1      | 0      |        |
| 2018            | Corinthians     | A1/SP+A         | 5+4        | 0          | CB              | 1               | 0               | CL                 | 3                  | 0                  |             | -           | -           | 13     | 0      |        |
| Totale carriera | Totale carriera | Totale carriera | 10         | 0          |                 | 1               | 0               |                    | 3                  | 0                  |             | -           | -           | 14     | 0      |        |